# 6-й механизированный корпус (2-го формирования)
6-й механизированный корпус (2-го формирования) — формирование (соединение, механизированный корпус) АБТВ, позднее БТиМВ, РККА ВС СССР.

## История
На базе управления 14-го танкового корпуса 26 ноября 1942 года на станции Костерёво, был сформирован по директиве НКО СССР № 11905907сс и ГАБТУ № 1105723 от 26 ноября 1942 года. Командиром 6-го механизированного корпуса стал генерал-майор танковых войск Семён Ильич Богданов.
18 декабря 1942 года мехкорпус вошёл в состав 2-й гвардейской армии Южного фронта, где участвовал в остановке наступления Манштейна «Зимняя гроза», в результате группировка Манштейна не смогла пробиться к окружённой в Сталинграде 6-й армии Паулюса. Затем корпус участвовал в контрударе и освобождении 8 января 1943 года города Зимовники.
За успешные действия, за мужество и героизм личного состава приказом Народного комиссара обороны СССР № 14 от 9 января 1943 года корпус был удостоен почётного звания «Гвардейский», получив новый войсковой номер, и был преобразован в 5-й гвардейский механизированный корпус.
Позже приказом Народного комиссара обороны СССР № 42 от 27 января 1943 года «О присвоении наименований танковым и механизированным корпусам, особо отличившимся в боях за Родину» данному формированию было присвоено почётное наименование «Зимовниковский», после чего стал именоваться — 5-й гвардейский Зимовниковский механизированный корпус, это был первый приказ во время Великой Отечественной войны о присвоении почётных наименований в честь освобождённых населённых пунктов СССР.
После войны, в период демобилизации был переформирован в 5-ю гвардейскую мотострелковую дивизию.

## Командование
- Командиры корпуса 26.09.1942 — 09.01.1943 Богданов, Семён Ильич, генерал-майор т/в
- Начальники штаба корпуса 00.11.1942 — 09.01.1943 Шабаров, Иван Васильевич, полковник
- Заместитель командира корпуса по строевой части до 09.01.1943 ПОТЕХИН Савва Калистратович, полковник
- Заместитель командира корпуса по технической части с 11.42 по 09.01.1943 ЖУРИН П. А., инженер-подполковник
- Заместители командира корпуса по политической части (до 09.10.1942 — военный комиссар) 01.12.1942 — 09.01.1943 СЕМЕНОВ Сергей Петрович, бригадный комиссар
- Начальник политотдела (с июня 1943 г. он же заместитель командира по политической части) 01.12.1942 — 09.01.1943 АСКОСОВ Семен Васильевич, подполковник
- Заместитель командира корпуса по тыловым службам (начальник тыла) с 11.42 по 09.01.1943 БЫЛИЧ Григорий Иванович, гв. подполковник, гв. полковник
- Начальник оперативного отдела с 11.42 по 09.01.1943 НИКОЛАЕВ Д. С., подполковник
- Начальник разведывательного отдела с 11.42 по 09.01.1943 КОСТИН М. Д., капитан
- Начальник артиллерии (заместитель командира корпуса по артиллерии) с 11.42 по 09.01.1943 ОВЧИННИКОВ Павел Кузьмич, генерал-майор артиллерии

## Состав
- 51-я механизированная бригада
  - 76-й танковый полк
- 54-я механизированная бригада
  - 79-й танковый полк
- 55-я механизированная бригада
  - 80-й танковый полк
- 77-й отдельный танковый полк
- 78-й отдельный танковый полк
- 417-й истребительно-противотанковый артиллерийский полк
- 409-й отдельный гвардейский минометный дивизион
- 41-й отдельный броневой разведывательный батальон
- 63-й отдельный мотоциклетный батальон
- Корпусные части:
- 80-й отдельный саперный батальона, с 19.12.1942
- 86-й ремонтно-восстановительный батальон, с 19.12.1942
- 56-я отдельная инженерно-минная рота, с 19.12.1942
- 29-я отдельная автотранспортная рота подвоза ГСМ, с 19.12.1942
- 14-й полевой автохлебозавод, с 19.12.1942
- 1281-я полевая касса Госбанка, с 19.12.1942
- 2124-я военно-почтовая станция, с 19.12.1942

## Герои Советского Союза
- Рябцов Александр Васильевич, лейтенант, заместитель по политчасти командира разведывательной роты 55-й механизированной бригады.

## В составе
- 2-й гвардейской армии Южного фронта ВС Союза ССР